# Александър Дугин
Александър Дугин е руски философ, политолог, социолог и публицист, старообредец.
Ръководител е на Центъра за консервативни изследвания и основател на Международното евроазийско движение в Русия. Идеолог е на неоевразийството – течение в руския консерватизъм, което призовава към създаване на свят с повече политически полюси, обединяване на евразийското пространство (Русия, Европа и Близкия Изток) в противовес на англосаксонските страни (САЩ и Канада, Великобритания и Ирландия, Австралия и Нова Зеландия). Според него Западът е загубил духовността си за сметка на стопанското благоденствие, а руската култура е противовес на такъв тип устройство. Дугин споделя и идеята, че Русия трябва да играе ролята на Трети Рим. Според него руската култура е по-тясно обвързана с евразийската степ и традициите на туранските народи (тюрки), а също и вижда естествена близост между Русия и ислямските страни.
Дугин е под силното влияние на Карл Хаусхофер, сред първите националсоциалистически идеолози, който разработва основните теоретични постановки на Евразийската военна и геополитическа доктрина, като предлага формирането на геостратегическа ос Берлин-Москва-Токио, като алтернатива на Атлантическата харта на англосаксонския свят. При Дугин тази ос обаче е Париж-Берлин-Москва, или всички страни, разположение в Северноевропейската равнина, която се простира от Нормандия до Урал.
През 90-те години на миналия век е възхвалявал бруталния съветски сериен убиец и човекоядец Чикатило, чиито жертви са били предимно жени и деца. Разглежда северномакедонците като самостоятелен етнос, преходен между сърбите и българите.